# اژرلیس
اژرلیس (به لاتین: Ežerėlis) در لیتوانی با جمعیت ۲٬۰۶۶ نفر است که در suvalkija واقع شده‌است.